# Africoraphidia
Africoraphidia is een geslacht van kameelhalsvliegen uit de familie van de Raphidiidae. 
Africoraphidia werd voor het eerst wetenschappelijk beschreven door H. Aspöck & U. Aspöck in 1969.

## Soort
Het geslacht Africoraphidia omvat de volgende soort:
- Africoraphidia spilonota (Navás, 1915)